# Kazuo Kitagawa

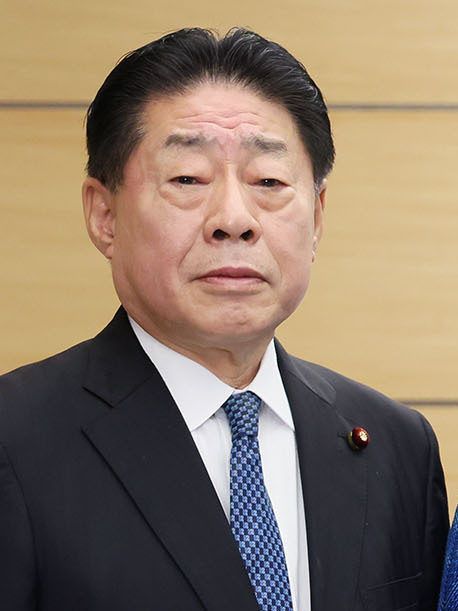
Kazuo Kitagawa 2022

Kazuo Kitagawa (japanisch 北側 一雄 Kitagawa Kazuo; * 2. März 1953 in Osaka) ist ein ehemaliger japanischer Politiker (Kōmeitō → Kōmei shintō → Shinshintō → Shintō Heiwa → Kōmeitō). Von 1990 bis 2024 war er mit Unterbrechung Mitglied des Abgeordnetenhauses (Unterhaus des Nationalparlaments), ab 1996 für den Wahlkreis Osaka 16, von 2004 bis 2006 war er Minister für Staatsland & Verkehr in den Kabinetten Koizumi II und III.
Kitagawa, der Sohn von Yoshikazu Kitagawa (Kōmeitō-Abgeordneter für den SNTV-Dreimandatswahlkreis Osaka 6), besuchte die der Sōka-Universität angeschlossene Sōka-Oberschule, studierte anschließend an der rechtswissenschaftlichen Fakultät der Sōka-Universität und wurde Anwalt. In die aktive Politik trat er zur Abgeordnetenhauswahl 1990 ein, als er für die Kōmeitō im SNTV-Viermandatswahkreis Osaka 5 kandidierte, zu dem vor allem die Stadt Sakai gehörte. Er wurde mit dem dritthöchsten Stimmenanteil gewählt, 1993, als der Wahlkreis Osaka 5 auf fünf Sitze vergrößert wurde, auf Platz 2 wiedergewählt. Für das Kabinett Hosokawa war er 1993–1994 parlamentarischer Staatssekretär (seimu jikan) im Finanzministerium. Nach dem Scheitern der Anti-LDP-Koalition wurde er wie die meisten Kōmeitō-Abgeordneten im Abgeordnetenhaus Mitglied der Neuen Fortschrittspartei und beteiligte sich anschließend an der Wiedergründung der Kōmeitō.
Seit der Wahlrechtsreform der 1990er Jahre bestreitet Kitagawa den FPTP-Einmandatswahlkreis Osaka 16, der Teile der Stadt Sakai umfasst. Diesen gewann er 1996 für die NFP, und danach meistens für die rekonstituierte, „neue“ Kōmeitō; nur bei der Erdrutschniederlage der LDP-Kōmeitō-Regierung in der Wahl 2009 unterlag er dem Demokraten Hiroyuki Moriyama und schied bis 2012 aus dem Parlament aus.
Im Abgeordnetenhaus war er von 1999 bis 2000 Vorsitzender des Ausschusses für Wissenschaft & Technologie, von 2012 bis 2013 des Ausschusses für Allgemeine Angelegenheiten. In der Kōmeitō führte er nach dem Eintritt in die Regierungskoalition mit der LDP von 2000 bis 2004 den politischen Forschungsrat, von 2006 bis 2009 war er Generalsekretär. 2004, als die Kōmeitō bei der Umbildung des zweiten Kabinetts Koizumi anstelle des Sozialministeriums das Infrastrukturministerium übernahm, wurde Kitagawa bis 2006 (Kabinett Koizumi III inklusive Umbildung) Minister. Ab 2017 war er in der Kōmeitō einer der Vizeparteivorsitzenden und gleichzeitig „Vorsitzender des Zentralvorstandes“ (中央幹事会会長 chūō-kanjikai kaichō; bei der Reorganisation 2014 neu entstandene Position).
Kurz vor der Abgeordnetenhauswahl 2024 kündigte Kitagawa im Oktober 2024 seinen Rückzug an. Seinen Wahlkreis sollte für die Regierungskoalition die bisherige langjährige Kōmeitō-Rätehausabgeordnete Kanae Yamamoto übernehmen, die ihn aber an Masaki Kuroda von der Nippon Ishin no Kai verlor.